# Gare de Saint-Gilles-Waes
La gare de Saint-Gilles-Waes est une gare ferroviaire, fermée et détruite, de la de la ligne 54 de Malines à Saint-Nicolas - Terneuse. Elle était situé sur le territoire de la commune de Saint-Gilles-Waes. 

## Histoire
La gare de marchandise a été fermée en 1975 tandis que la gare de voyageur a fermé en 1952.
La ligne 77 du chemin de fer (Saint-Gilles-Waes - Zelzate) partait également d'ici.

## Patrimoine ferroviaire
Gare détruite.